# Teleoceras
A Teleoceras az emlősök (Mammalia) osztályának páratlanujjú patások (Perissodactyla) rendjébe, ezen belül az orrszarvúfélék (Rhinocerotidae) családjába tartozó fosszilis nem.

## Tudnivalók

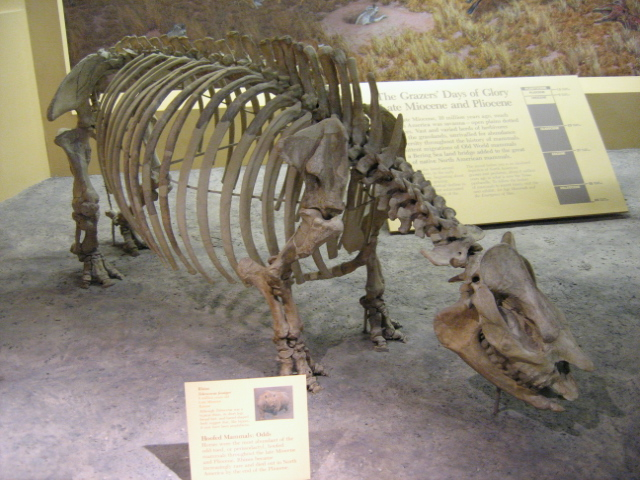
Egy Teleoceras fossiger a washingtoni National Museum of Natural History-ban

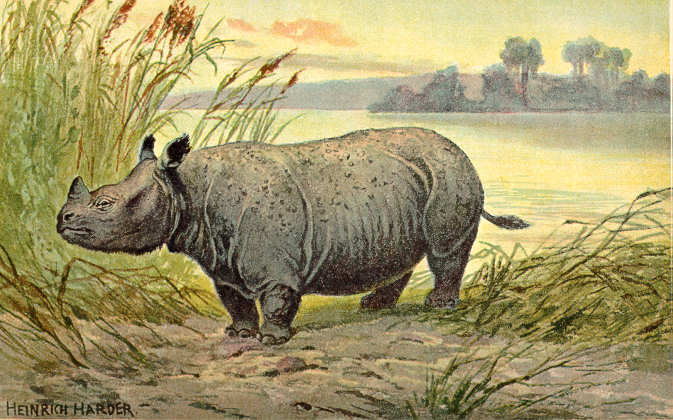
A Teleocerasnak és környezetének rekonstrukciója

A Teleoceras Észak-Amerika kihalt orrszarvúféléinek egyike. Az állat a középső miocéntől a kora pliocénig élt, vagyis 16,9—4,9 millió évvel ezelőtt.
A Teleoceras lábai sokkal rövidebbek voltak, mint a mai fajoké. Teste hordó alakú volt, ami inkább vízilószerű megjelenést adott. Mint a víziló, a Teleoceras is idejének jó részét a vízben tölthette. Az állatnak csak egy kis szarva volt az orra hegyén.
Ez az ősi orrszarvúféle a leggyakoribb kövület a nebraskai Ashfall Fossil Beds lelőhelyen. Sőt, ezen a helyen olyan sok Teleoceras maradvány került elő, hogy az épületet, amely óvja a lelőhelyet, „Orrszarvú Istálló”nak becézik. A csontvázak többsége jó állapotban kövesedett meg. Olyan kövület is előkerült, amely egy borjút mutat szopás közben.

## Rendszerezés
Alul a „The Paleobiology Database” szerint vannak a fajok:
- †Teleoceras felicis
- †Teleoceras fossiger - szinonimák: Paraphelops rooksensis, Teleoceras schultzi
- †Teleoceras hicksi - szinonimák: Paraphelops yumensis, Peraceras ponderis, Teleoceras ocotensis
- †Teleoceras major típusfaj
- †Teleoceras medicornutum - szinonimák: Aphelops planiceps, Teleoceras thomsoni
- †Teleoceras meridianum
- †Teleoceras minor
- †Teleoceras proterum - szinonimája: Eusyodon maximus
- †Teleoceras snowi

Alul azok a fajok vannak, amelyek nincsenek meg a „The Paleobiology Database”-ben, de megvannak az angolwikiben:
- †Teleoceras americanum
- †Teleoceras brachyrhinum
- †Teleoceras guymonense

### Fordítás
- Ez a szócikk részben vagy egészben  a   Teleoceras című angol Wikipédia-szócikk fordításán alapul.  Az eredeti cikk szerkesztőit annak laptörténete sorolja fel. Ez a jelzés csupán a megfogalmazás eredetét és a szerzői jogokat jelzi, nem szolgál a cikkben szereplő információk forrásmegjelöléseként.